# 安井知仙
（1682年—1728年），日本圍棋棋手，生於豐前小倉，本名長谷川知仙。為道節名人的徒弟，之後改拜本因坊道知為師。
道節名人評定為五段，之後道知名人給予六段而自立。1723年，與吉和道玄（本因坊道策門下六天王之末）共同升上上手，為非圍棋四大家門徒中第一位上手。1727年被安井仙角立為跡目，同年出賽御城碁，隔年去世。

## 其他

### 歷年御城碁成績
1727年黑先睹为快目胜井上因硕五世

## 外部連結
日本圍棋故事